# Ján Kvačala

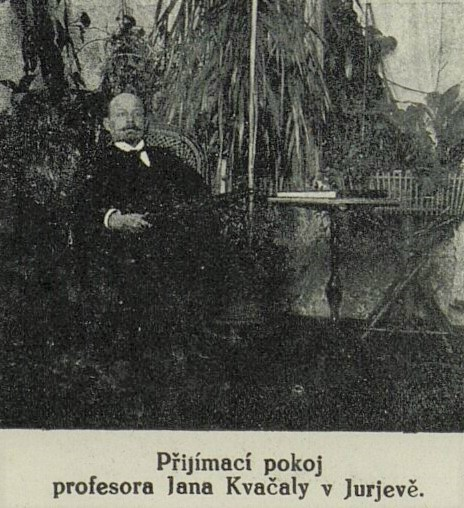
Jan Kvačala, Tartu (Jurjev), Estonsko (před 1921)

Ján Kvačala, též Ján Radomil Kvačala, Johann Kvacsala či János Kvacsala či Иван Квачала (5. února 1862 Bački Petrovac – 9. června 1934 Vídeň) byl slovenský pedagog, zakladatel komeniologie, církevní historik a evangelický kazatel.

## Život
Narodil se v Báčském Petrovci, ve Vojvodině. Jeho otec (rodák z Beckova) zde byl učitelem. Po vystudování gymnázia v Sarvaši studoval v Bratislavě teologii, filozofii a filologii. Doktorát z filozofie získal v Lipsku v roce 1886 dizertační prací o Komenském. v roce 1892 obhájil doktorát z teologie ve Vídni. V roce 1893 byl jedním z místopředsedů Světového pedagogického kongresu v Chicagu. Působil na univerzitě v Dorpatu (dnes Tartu, Estonsko, rusky též Jurjevská univerzita), kde byl v letech 1916–1918 děkanem fakulty. Byl hlavním redaktorem vydávaní Veškerých spisů Jana Amose Komenského. V roce 1920 se přestěhoval na Slovensko. Zpočátku pracoval v Martině ve Slovenském národním muzeu, odmítl jmenovaní za profesora na Filozofické fakultě v Bratislavě a potom se stal profesorem církevních dějin na Teologické vysoké škole v Bratislavě. Univerzita v Rize a ve Varšavě mu udělila titul Dr. h. c. V roce 1934 zemřel ve Vídni na cévní mozkovou příhodu.
Ve svém díle se kromě J. A. Komenského zabýval Thomasem Campanellou, Janem Husem a cirkevními dějinami Slovenska.
Byl členem Královské české společnosti nauk v Praze, Comenius Gesellschaft v Berlíně, Gesellschaft für Gesche des Protestantismus in Oesterreich ve Vídni, Akademie nauk v Petrohradě. Doktoráty mu udělili ve Vídni a Rize. V roce 1932 se stal prvním čestným předsedou jugoslávské Matice slovenské.

## Dílo
Knižně vyšlo (výběr):
- Über J.A. Comenius, Philosophie insbesondere Physik (Dizertační práce; Lipsko, vlastním nákladem, 1886)
- Kurzer Bericht über meine Forschungsreisen (Přednáška, St. Petersburg, vlastním nákladem, 1895] Zobrazení exemplářů s možností jejich objednání
- Korrespondence Jana Amosa Komenského (listy Komenského a vrstevníků jeho, vydává Jan Kvačala; V Praze, nákladem České akademie císaře Františka Josefa pro vědy, slovesnost a umění, 1897-)
- Jedna exulantská rodina česká - Figulo-Jablonská (přednáška; Turč. Sv. , vlastním nákladem, 1898)
- Osudy Didaktiky Veliké za živobytí Komenského (vlastním nákladem, 1898)
- Comenius und Rousseau, zwei Eiferer in der Geschichte der Erziehung (Dorpat-Jurjew, vlastním nákladem, 1899)
- J.A. Komenského Listové do Nebe (překlad Ján Kvačala; Lipt. Sv. Mikuláš, 1902)
- Korrespondence Jana Amosa Komenského - listy Komenského a vrstevníků jeho. II, Zprávy o životě jeho ze současných pramenů, Menší latinské spisky některé(vydává Jan Kvačala; V Praze, Česká akademie císaře Františka Josefa pro vědy, slovesnost a umění, 1902)
- Komenského reforma v Nemecku v XVII. století(Slovensko, nákladem vlastním, 1904)
- Campanella-li otcom novšej výchovovědy? (Slovensko, nákladem vlastním, 1905)
- Od Dunaja cez Bospor k Baltu (August 1904) (Turč. Sv. Martin, vlastním nákladem, 1906)
- J.A. Komenského prvé styky s Francúzmi (Turčiansky Sv. Martin, Kníhtlačiar. účastinár. spolok, 1907)
- Prielomy vo viere Komenského a Mickiewicza (Petrohrad, nákladem vlastním, 1907)
- Thomas Campanella und Ferdinand II. (Wien, Alfred Hölder, 1908)
- Starý umelecký porträt J.A. Komenského (V Zábřeze, Družstvo knihtiskárny, 1909)
- Viera a veda (Zo svojich teologických prác sostavil Dr. Jan Kvačala; Liptovský Svätý Mikuláš, Tranoscius, 1911)
- Komenský, Jeho osobnosť a jeho sústava vedy pädagogickej (Turčianský sv. Martin, nákladem vlastním, 1914; česky Praha, Otto a Dědictví Komenského, 1920; slovensky dále Matica slovenská, 1921)
- Dvaja anglickí reformeri XIV. stoletia - Occam a Wiclef (Ružomberok, Párička, 1924)
- Wiklef a Hus ako filosofi (Praha, Král. čes. spol. nauk, 1925)
- Dejiny reformácie na Slovensku (V Lipt. Sv. Mikuláši, Tranoscius, 1935)